# 勝龍寺 (鴻巣市)
勝龍寺（しょうりゅうじ）は、埼玉県鴻巣市にある浄土宗の寺院。

## 歴史
創建年代は不明であるが、1616年（元和2年）寂の不残（勝願寺住職）によって中興されたことから、その頃までには既に存在していたものと推測される。
不残の隠居寺として中興されて、以降勝願寺住職の隠居寺としての役割を果たし続けた。勝願寺の末寺中の最高位の格式を誇っていた。

## 交通アクセス
- 吹上駅より徒歩8分。